# Chroniques birmanes
Chroniques birmanes est un album de bande dessinée autobiographique en noir et blanc de Guy Delisle. Elle fait partie d'une série, avec Chroniques de Jérusalem et deux autres opus.

## Synopsis
Guy Delisle s'est rendu en Birmanie pour suivre sa femme qui travaille pour Médecins sans frontières. Comme dans ses précédents ouvrages, il raconte son quotidien : les gens, la culture, la dictature, les traditions et d'autres. Dans ce livre, il est au départ peu enthousiaste à l'idée d'aller vivre dans une dictature, puis, au fur et à mesure des rencontres qu'il fait, de l'habitude de la chaleur pesante et des visites touristiques et moins, Guy se surprend peu à peu à apprécier la vie à Yangon étant presque voisin de la célèbre Aung San Suu Kyi, célèbre prisonnière politique (prix Nobel de la paix en 1991), qu'il rêve de rencontrer. Puis, peu avant la fin du contrat de sa femme en Birmanie, il apprend que Médecins sans frontières se retire de Birmanie, car il n'y a guère plus de zone de conflit et que rester conforte le gouvernement à ne pas mettre en place d'instances contre la malaria, le sida ou encore la dépendance à l'héroïne, dont le Myanmar est un consommateur majeur. On le verra alors pour la dernière fois, un peu nostalgique, observant les gens vivre et fonctionner normalement même durant une énième panne d'électricité.

## Réception critique
Yann Guégan, dans Le Nouvel Obs, apprécie à la fois le graphisme (« le trait efficace et précis de Delisle, qui varie les traitements pour rythmer son récit ») la narration (« Delisle joue les Tintin reporter, curieux de comprendre mais toujours respectueux de ce qu’il ne comprend pas ») et l'honnêteté politique (« [Delisle] n’esquive pas les sujets sensibles, comme la présence de Total en Birmanie, ou les ravages de l’héroïne à Myitkyina »).
Telerama souligne la capacité de Delisle à « tire[r] des plus anecdotiques détails des pépites d'information éclairante, symbolique, lucide », dans la continuité de ses précédents albums autobiographiques.
Sur BFM, l'album est qualifié de « formidable carnet de voyage » qui réussit à faire passer avec le sourire une charge féroce sur le régime birman. Benoît Richard, dans Benzine, salue un ouvrage captivant « avec un vrai point de vue et un ton décalé permanent ».